# Lilia Skala
Lilia Skala (nacida como Lilia Sofer; Viena, Austria, 28 de noviembre de 1896 - Bay Shore, Nueva York, Estados Unidos, 18 de diciembre de 1994) fue una actriz austro-estadounidense. Su papel más conocido es el de Madre María en la película de 1963 Los lirios del valle.

## Vida privada
Skala nació como Lilia Sofer en Viena, Austria. Su madre, Katharina Skala, era católica y su padre, Julius Sofer, era judío y trabajaba como representante de manufacturas para la compañía Waldes Koh-i-noor. Skala fue una de las primeras mujeres en graduarse en Arquitectura e Ingeniería por la Universidad de Tecnología de Dresde, practicando la arquitectura de forma profesional en Viena antes de ser actriz.
A finales de los años 30 se vio forzada a huir de su patria ocupada por los nazis, junto a su marido Louis Erich Skala, y sus dos hijos pequeños. Lilia y Erich adoptaron el apellido de la madre de ella para evitar ser reconocidos como judíos en su huida. Finalmente consiguieron escapar, aunque en distintos momentos, de Austria y establecerse en los Estados Unidos.
Skala pertenecía al cristianismo científico. Fue introducida a esa religión en Viena durante los años 20.

## Carrera
En los primeros años como refugiada austriaca en Estados Unidos, Lilia trabajó como operaria en una fábrica de cremalleras en Queens, Nueva York, puesto que ni siquiera sabía hablar inglés. Tras el fin de la guerra, apareció en incontables shows de televisión y seriales desde 1952 hasta 1985, por ejemplo, Alfred Hitchcock presenta en 1965, o como la Gran Duquesa Sofía en Broadway, con Ethel Merman en Llámeme señora. 
Fue nominada a un Óscar a la mejor actriz secundaria por su papel de Madre María en la película de 1963 Los lirios del valle, compartiendo presencia con el actor Sidney Poitier, que ganaría el Óscar a mejor actor por esa misma película, siendo el primer hombre afroamericano en recibir ese reconocimiento y la segunda persona tras Hattie McDaniel en 1940. Skala también aparecería en El barco de los locos (1965), Charly (1968), Deadly Hero (1976), Eleanor and Franklin (1976), Roseland (1977), Heartland (1979) Flashdance (1983) y La casa del juego (1987).
Murió en Bay Shore, Nueva York, por causas naturales a los 98 años de edad. Su vida fue sujeto de una obra epónima pensada para una sola actriz, Lilia!, escrita y representada por su nieta, Libby Skala.

## Premios y nominaciones
Premios Óscar
| Año  | Categoría               | Trabajo nominado     | Resultado |
| ---- | ----------------------- | -------------------- | --------- |
| 1964 | Mejor actriz de reparto | Los lirios del valle | Nominada  |

Globos de Oro
| Año  | Categoría               | Trabajo nominado     | Resultado |
| ---- | ----------------------- | -------------------- | --------- |
| 1964 | Mejor Actriz de Reparto | Los lirios del valle | Nominada  |
| 1978 | Mejor Actriz de Reparto | Roseland             | Nominada  |

Primetime Emmy
| Año  | Categoría                                                                                   | Trabajo nominado     | Resultado |
| ---- | ------------------------------------------------------------------------------------------- | -------------------- | --------- |
| 1976 | Mejor Interpretación Individual por una Actriz de Reparto en un Especial de Drama o Comedia | Eleanor and Franklin | Nominada  |

Golden Laurel
| Año  | Categoría         | Trabajo nominado     | Resultado |
| ---- | ----------------- | -------------------- | --------- |
| 1964 | Actriz Secundaria | Los lirios del valle | 2º puesto |

Western Heritage Awards
| Año  | Categoría      | Trabajo nominado | Resultado |
| ---- | -------------- | ---------------- | --- |
| 1981 | Mejor película | Heartland        | Ganadora (compartido con Beth Ferris, Annick Smith, Michael Hausman, Richard Pearce, Conchata Ferrell, Megan Folsom y Rip Torn). |